# Mamarumo Marokane
Mamarumo Marokane es un actriz y presentadora sudafricana. Es conocida por su participación en Shadow y MTV Shuga. 

## Biografía
Marokane nació a mediados de la década de 1990. Estudió en CityVarsity School of Media and Creative Arts. Habal inglés, sepedi y setsuana.

## Carrera profesional

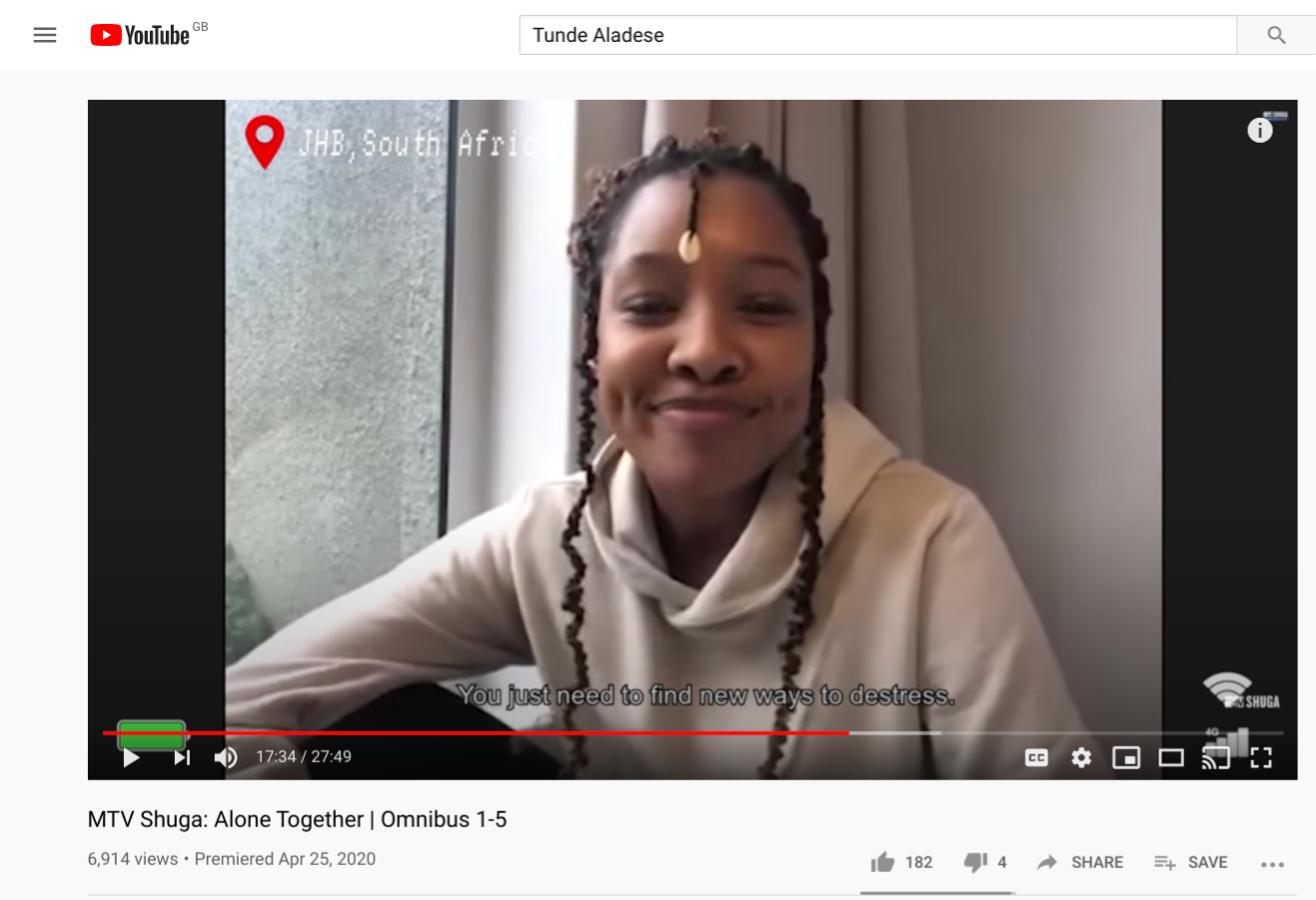
Marokane en la miniserie MTV Shuga Alone Together en 2020.

Marokane obtuvo reconocimiento a través de sus apariciones en la serie de Netflix Shadow y en MTV Shuga, donde interpreta a Dineo.
En febrero de 2020, fue nombrada una de las cuatro estrellas en ascenso por Pearl Thusi en la revista cosmopolita Sudáfrica. Se unió a varias celebridades para una miniserie nocturna titulada MTV Shuga Alone Together en la que los actores aparecían desde sus casas durante el confinamiento ocasionado por la pandemia del COVID-19 el 20 de abril de 2020.